# Carukia
Carukia é um género de águas-vivas em forma de cubo (Cubozoa) da família Carybdeidae.

## Espécies
Estão descritas as seguintes espécies:
- Carukia barnesi Southcott, 1967 Conhecida como "irukandji", é responsável pelas principais ocorrências de síndrome de Irukandji.
- Carukia shinju Gershwin, 2005